# カナダ人の一覧
カナダ人の一覧（カナダじんのいちらん）とは、カナダ出身の人物の記事を姓の50音順に配列したものである。

## あ行
- マイケル・アイアンサイド - 俳優
- ブライアン・アダムス - 歌手
- マーガレット・アトウッド - 小説家
- マルカンドレ・アムラン - ピアニスト
- モード・アラン - 女優。ダンサーで振付家でもあった
- パトリス・アルケット - フィギュアスケート選手
- ルイーズ・アルブール - 裁判官、国際連合人権高等弁務官
- ボブ・アレキサンダー - 野球選手
- ポール・アンカ - 歌手。1990年にアメリカの市民権を得る
- ジノ・ヴァネリ - 歌手
- デリック・ウィブリー - 歌手、ギタリスト
- パーシー・ウィリアムズ - 陸上競技選手
- ジャック・ヴィルヌーヴ - F1ドライバー
- ジャック・ヴィルヌーヴSr. - レーシングドライバー
- ジル・ヴィルヌーヴ - F1ドライバー
- マイケル・ウィンコット - 俳優
- マイク・ウェア - プロボクサー
- ビル・ウェニントン - バスケットボール選手
- ラリー・ウォーカー - 野球選手
- ジェレミー・ウォザースプーン - スピードスケート選手
- ザック・ウォード - 俳優
- マーク・ウォルフ - 元ポルノ俳優、映画プロデューサー
- ダン・エイクロイド - 俳優。後にアメリカの市民権を得る
- シッド・エイベル - アイスホッケー選手
- フィル・エスポジト - アイスホッケー選手
- グレン・エニス - 俳優、元ラグビー選手
- トリシア・エルファー - 女優
- ボビー・オア - アイスホッケー選手
- ブライアン・オーサー - フィギュアスケート選手
- ジョージ・オートン - 陸上競技選手
- ティップ・オニール - 野球選手
- ポール・オニール - 作家

## か行
- アーロン・ガイエル - プロ野球選手東京ヤクルトスワローズ
- ミア・カーシュナー - 女優
- エリシャ・カスバート - 女優
- マーク・カーニー - カナダ銀行総裁
- エリック・ガニエ - 野球選手
- パトリック・カーペンティア - レーシングドライバー
- セヴァン・カリス＝スズキ - 環境問題活動家
- ポール・カリヤ - アイスホッケー選手
- ジム・キャリー - 俳優。2004年にアメリカの市民権を得る
- ジョン・キャンディ - 俳優、コメディアン
- キム・キャンベル - カナダ第25代首相
- ケネス・ギルバート - チェンバロ奏者
- マートル・クック - 陸上競技選手
- スーザン・クラーク - 女優
- ボビー・クラーク - アイスホッケー選手
- ディット・クラッパー - アイスホッケー選手
- ダイアナ・クラール - ジャズ歌手、ピアニスト
- トーラー・クランストン - フィギュアスケート選手
- トム・グリーン - 俳優、コメディアン
- クリスティン・クルック - 女優
- グレン・グールド - ピアニスト
- ウェイン・グレツキー - アイスホッケー選手
- ジャン・クレティエン - カナダ第26代首相
- シドニー・クロスビー - アイスホッケー選手
- デヴィッド・クローネンバーグ - 映画監督
- レッド・ケリー - アイスホッケー選手
- ヘレン・ケレシ - テニス選手
- アルベルト・ゲレーロ - ピアニスト
- レナード・コーエン - 詩人、歌手
- トム・コクラン - シンガーソングライター
- イライアス・コティーズ - 俳優
- ポール・コフィー - アイスホッケー選手
- ホリー・コール - 歌手
- キラー・コワルスキー - プロレスラー

## さ行
- ドナルド・サザーランド - 俳優
- ハルジット・サジャン（英語版） - 政治家。インド系カナダ人。政界入りする前は、バンクーバー警察署で刑事として勤務し、軍部では陸軍中佐を務めていた。シーク教徒でもある。
- ジェイミー・サレー - フィギュアスケート選手
- デヴォン・サワ - 俳優
- エマニュエル・サンデュ - フィギュアスケート選手
- ジョルジュ・サンピエール - 総合格闘家
- ヘレン・シェイヴァー - 女優
- カーリー・レイ・ジェプセン - シンガーソングライター
- ハリー・ジェローム - 陸上競技選手
- ファーガソン・ジェンキンス - 野球選手
- ダリル・シトラー - アイスホッケー選手
- ドナルド・ジャクソン - フィギュアスケート選手
- マイケル・シャンクス - 俳優
- ノーマン・ジュイソン - 映画監督
- ハワード・ショア - 作曲家
- スティーヴ・ジョクス - ドラマー
- スカイ・スウィートナム - 歌手
- バーバラ・アン・スコット - フィギュアスケート選手
- デヴィッド・スズキ - 生物学者、キャスター、環境問題活動家、大学教授
- ポール・スタルテリ - サッカー選手
- マット・ステアーズ - 野球選手
- ケヴィン・ゼガーズ - 俳優
- マイケル・セラ - 俳優
- ロバート・J・ソウヤー - 小説家
- シェーン・ガラース - ドラマー

## た行
- ブリアンヌ・タイゼン＝イートン - 陸上競技選手
- ディアナ・ダービン - 女優、歌手
- リサ・ダルベロ - 歌手
- リック・ダンコ - ベーシスト、歌手
- ジャスティン・チャットウィン - 俳優
- パトリック・チャン - フィギュアスケート選手
- クラレンス・チャント - 天文学者
- セリーヌ・ディオン - 歌手
- マーセル・ディオン - アイスホッケー選手
- チャールズ・テイラー - 政治哲学者
- ジョセフ・ティレル - 地質学者、古生物学者
- アゼリン・デビソン - 歌手
- エティエンヌ・デマルトー - 陸上競技選手
- ジェシカ・デュベ - フィギュアスケート選手
- ピエール・トルドー - カナダ第20代・22代首相
- ポール・トレーシー - レーシングドライバー
- ジュリー・ドワロン - シンガーソングライター

## な行
- ブルック・ネヴィン - 女優

## は行
- ダニエル・パウター - 歌手、ピアニスト
- アンディ・バスゲイト - アイスホッケー選手
- セバスチャン・バック - 歌手
- オーエン・ハート - プロレスラー
- コリー・ハート - 歌手
- スチュ・ハート - プロモーター
- ブレット・ハート - プロレスラー
- ニール・パート - ドラマー
- ガース・ハドソン - キーボーディスト
- ジェフリー・バトル - フィギュアスケート選手
- ブルート・バーナード - プロレスラー
- スティーヴン・ハーパー - カナダ第28代首相
- ボビー・ハル - アイスホッケー選手
- トミー・バーンズ - プロボクサー
- フレデリック・バンティング - 医学者
- レスター・B・ピアソン - カナダ第14代首相
- オスカー・ピーターソン - ジャズ・ピアニスト
- ジャスティン・ビーバー - 歌手
- ジュヌヴィエーヴ・ビュジョルド - 女優
- アーサー・ヒラー - 映画監督
- ジェフ・ヒーリー - ギタリスト、歌手
- アーサー・ヒル - 俳優
- メイナード・ファーガソン - トランペット奏者
- ネリー・ファータド - 歌手
- シンシア・ファヌフ - フィギュアスケート選手
- ジョン・チャールズ・フィールズ - 数学者
- ブルース・フェアバーン - 音楽プロデューサー
- デイヴィッド・フォスター - 音楽プロデューサー
- テリー・フォックス - 「希望のマラソン」で知られるランナー
- マイケル・J・フォックス - 俳優。後にアメリカの市民権を得る
- モーリン・フォレスター - アルト歌手
- シャンタル・プチクレール - 車いす陸上選手
- キャメロン・ブライト - 俳優
- カート・ブラウニング - フィギュアスケート選手
- メイナード・プラント - 歌手
- ブレイズ・プラント - 歌手
- ロテール・ブリュトー - 俳優
- ジェラルド・ブル - 工学者
- バートラム・ブロックハウス - 物理学者
- コディ・ヘイ - フィギュアスケート選手
- エリオット・ペイジ - 俳優
- ドナルド・ヘッブ - 心理学者
- リチャード・ベッドフォード・ベネット - カナダ第11代首相
- クリス・ベノワ - プロレスラー
- デヴィッド・ペルティエ - フィギュアスケート選手
- タニス・ベルビン - フィギュアスケート選手。2005年にアメリカの市民権を得る
- ギル・ベローズ - 俳優
- ナターシャ・ヘンストリッジ - 女優
- ノーマン・ボウエン - 岩石学者
- ティム・ホートン - アイスホッケー選手

## ま行
- マイク・マイヤーズ - 俳優、コメディアン
- カレン・マグヌセン - フィギュアスケート選手
- ダンカン・マクノートン - 陸上競技選手
- ルーク・マクファーレン - 俳優
- アーネスト・マクミラン - 指揮者
- サラ・マクラクラン - 歌手
- ジョン・マクレイ - 詩人・医師
- ロリーナ・マッケニット - 歌手
- ポール・マーティン - カナダ第27代首相
- リチャード・マニュエル - ピアニスト、ドラマー、歌手
- マルセル・マルタス（英語版） - 画家
- ブライアン・マルルーニー - カナダ第24代首相
- ロバート・マンデル - 経済学者
- エリザベス・マンリー - フィギュアスケート選手
- アリス・マンロー - 小説家
- ジョニ・ミッチェル - 歌手
- イアン・ミラー - 馬術選手
- ヘンリー・ミンツバーグ - 経営学者
- グレッグ・ムーア - レーシングドライバー
- アラニス・モリセット - 歌手。2005年にアメリカの市民権を得る
- レイモンド・モリヤマ - 建築家
- スザンヌ・モロー - フィギュアスケート選手
- エリック・モングレイン - ギタリスト
- L・M・モンゴメリ - 小説家

## や行
- ニール・ヤング - 歌手、ギタリスト

## ら行
- アレックス・ライフソン - ギタリスト
- アヴリル・ラヴィーン - 歌手
- ダニエル・ラノワ - 音楽プロデューサー
- イブ・ラフォンテーヌ - 音楽家・作家
- セバスチャン・ラルー - テニス選手
- K.d.ラング - 歌手
- アナベル・ラングロワ - フィギュアスケート選手
- ゲディー・リー - 歌手、ベーシスト
- ダニー・リー - ダンサー
- ジョージ・リガ - 劇作家、小説家
- モーリス・リシャール - アイスホッケー選手
- ミラ・リャン - フィギュアスケート選手
- エヴァンジェリン・リリー - 女優
- テッド・リンジー - アイスホッケー選手
- レノックス・ルイス - プロボクサー
- マリオ・ルミュー - アイスホッケー選手
- ジェイド・レイモンド - コンピュータゲームプロデューサー
- ユージン・レヴィ - 俳優
- ロス・レバグリアティ - スノーボード選手
- ジョアニー・ロシェット - フィギュアスケート選手
- ケイトリン・ローズ - カーリング選手
- ボブ・ロック - 音楽プロデューサー
- ロビー・ロバートソン - ギタリスト、歌手
- パトリック・ロワ - アイスホッケー選手
- 桂三輝グレッグ・ロービック - 桂亭落語家

## わ行
- ジョセフ・ワイズマン - 俳優
- アルバータ・ワトソン - 女優